# Parandrinos
Parandrinos (Parandrini) é uma tribo de coleópteros da subfamília Parandrinae.

## Taxonomia
- Ordem Coleoptera
  - Subordem Polyphaga
    - Infraordem Cucujiformia
      - Superfamília Chrysomeloidea
        - Família Cerambycidae
          - Subfamília Parandrinae
            - Tribo Parandrini
              - Gênero Acutandra
              - Gênero Archandra
              - Gênero Birandra
              - Gênero Melanesiandra
              - Gênero Neandra
              - Gênero Parandra
              - Gênero Stenandra

## Referência
1. ↑  «BioLib». Consultado em 26 de março de 2015